# Línea 93 (Buenos Aires)
La Línea 93 es una línea de colectivos del Área Metropolitana de Buenos Aires. Une Munro con  el Partido de Avellaneda, y es operada por Ttes. 1 de septiembre S.A, Actualmente Empresa Operadora de Servicios Desde Munro Hacia Chacarita, Plaza Italia y Retiro.
Al menos hasta septiembre de 1963, la empresa que lo operaba aún era Micro Omnibus 203 S.A, integrante de la Cooperativa La Nueva Era (la línea operaba con el nro. 203). Hacia 1969, incluso un poco antes, nació Expreso La Nueva Era S.A. El 2 de enero de 1969 entró en vigor la resolución ST 750/68, dictada para reorganizar numéricamente las líneas de concesión nacional. A partir de ese día, el número 203 fue sustituido por el 93, que hasta hoy conserva. Operada hasta 2005 por Empresa La Nueva Era S.A., y tras una breve gestión de Micro Ómnibus Norte SA (Línea 60), la línea fue adjudicada al consorcio Grupo M.O. 45 (conformado principalmente por el Ttes. 1º de septiembre S.A.) en 2007. Al comienzo de esta gestión las unidades de la 93 estaban en malas condiciones de mantenimiento, incluyendo tanto unidades de la ex La Nueva Era como de las aportadas por la nueva empresa. Con el correr de los años se han ido incorporando unidades en mejores condiciones, a pesar de que en su mayoría siguieron siendo coches de segunda mano. Luego de 8 años sin sumar unidades 0 km a la flota (los últimos habían sido carrozados por TATSA, modelo Puma D 9.8), en 2021 se anunció que se incorporaría uno: Un Nuovobus Cittá, que hoy se encuentra en circulación. 
Es una de las cuatro líneas en unir el norte y el sur del conurbano atravesando la ciudad de Buenos Aires (como así también la 15, la 85 y la 135)
La flota actual es de 58 coches, con chasis Mercedes-Benz en su mayoría y carrocerías repartidas entre unidades de TATSA, Metalpar y La Favorita. 
Flota de la línea: 
Int.	Patente	Carrocería	Chasis	Año	AA
1	JUE322	Metalpar Iguazu II	OH 1718 L-SB	2011	Si (ex 61)
2	KER778	Metalpar Iguazú II	OH 1718 L-SB	2011	Si (ex 62)
5	AD051KZ	Metalpar Iguazú III	OH 1721 L-SB	2019	Si Fue 15 de la 101
6	JUY061	Metalpar Iguazu II	OH 1718 L-SB	2011	Si
7	JPL785 	Metalpar Iguazú II 	OH 1718 L-SB	2010	Si
8	NOD610	Metalpar Iguazu II	OH 1618 L-SB    2014. Fue el interno 18 de la 46, el 311 de la 630 y el 11 de la 180 (esta última lo adquirió 0km).
9	KCG359	La Favorita GR I OH 1618 L-SB   2011   No
10	KER798	Metalpar Iguazu II	OH 1718 L-SB	2011	Si
11	AE424YA	Ugarte Europeo V	OH 1721 L-SB	2020	Si
12	KUJ390	La Favorita Favorito GR	OH 1618 L-SB	2012	No
13	KIE974	Metalpar Iguazu II	OH 1718 L-SB	2011	Si
14	PCK178	Metalpar Iguazu II	OH 1718 L-SB	2015	Si
15	MBI647	Metalpar Iguazu II	OH 1618 L-SB	2013	No
16	KER797	Metalpar Iguazu II	OH 1718 L-SB	2011	Si
17	AE283RM	Nuovobus Cittá	OH 1721 L-SB	2020
18 MQH141 Ugarte Europeo IV	OH 1618 L-SB	2013 No Fue el 132 de la 70 
19	KUJ427	La Favorita Favorito GR	OH 1618 L-SB	2012	No
20	NKL941	Metalpar Iguazu II	OH 1618 L-SB	2014	Si Fue el 31 de la 46
21	LPK195	La Favorita Favorito GR	OH 1618 L-SB	2012	No
22	KER800	Metalpar Iguazu II	OH 1718 L-SB	2011	Si
23	JWQ262	Metalpar Iguazu II	OH 1618 L-SB	2011	No
24	JUE319	Metalpar Iguazu II	OH 1718 L-SB	2011	Si
25	LPK197	La Favorita Favorito GR	OH 1618 L-SB	2012	No
26	KUJ387	La Favorita Favorito GR	OH 1618 L-SB	2012	No
27	KUJ382	La Favorita Favorito GR	OH 1618 L-SB	2012	No
29	KNP088	TATSA Puma III	D 9.8	2012	No
30	KER792	Metalpar Iguazu II	OH 1718 L-SB	2011	Si
31	KER774	Metalpar Iguazu II	OH 1718 L-SB	2011 Si 
32	NRL191	Metalpar Iguazu II	OH 1618 L-SB	2014	Si Fue el 101 de la 70, 325 de la 630 y 117 de la 180
33	JVT789	Metalpar Iguazu II	OH 1618 L-SB	2011	No
34	MOJ984	Metalpar Iguazu II	OH 1618 L-SB	2013	No Fue el 134 de la 70
35	KUJ391	La Favorita Favorito GR	OH 1618 L-SB	2012	No
36	KUJ385	La Favorita Favorito GR	OH 1618 L-SB	2012	No
37	KER799	Metalpar Iguazu II	OH 1718 L-SB	2011 Si
38	JGM486 La Favorita GR I OH 1618 L-SB	2011	No (Ex 45) 
39	KAC665	Metalpar Iguazu II	OH 1618 L-SB	2011	No
40	PLS347 Ugarte Europeo IV OH 1718 L-SB	2016 Si
41	KER774	Metalpar Iguazú II OH  1718 L-SB	2011	Si
42	KUJ426	La Favorita Favorito GR	OH 1618 L-SB	2012	No
43	JSH412	Metalpar Iguazu II	OH 1718 L-SB	2011	Si
44	NKL946	Metalpar Iguazu II	OH 1618 L-SB	2014	Si Fue el interno 36 de la línea 46
45	AF133UZ	Nuovobus Cittá	OH 1621 L-SB	2022	Si
46	JOG344	La Favorita Favorito GR	OH 1618 L-SB	2011	No
47	KER801	Metalpar Iguazu II	OH 1718 L-SB	2011 Si
48	JZR601	Metalpar Iguazu II	OH 1618 L-SB	2011	No
49	NNS299	Metalpar Iguazu II	OH 1718 L-SB	2014	Si
50	KER796	Metalpar Iguazu II	OH 1718 L-SB	2011	Si
51	KFM216	La Favorita Favorito GR	OH 1618 L-SB	2011	No
52	KER779 Metalpar Iguazú II OH 1718 L-SB 2011 Si
53	KCG396	La Favorita Favorito GR	OH 1718 L-SB	2011	Si
54	JPC493	Ugarte Europeo IV	OH 1718 L-SB	2011	No
55	MOU663	TATSA Puma III	D 9.8	2013	No
56	KNH631	TATSA Puma III	D9.8 2012 No 
57	KFS365	Metalpar Iguazú II OH 1718 L-SB	2011	Si 
58	KXL967 La Favorita GR II OH 1618 L-SB	2012 No
59	JPL785	Metalpar Iguazu II	OH 1718 L-SB	2011	Si
60	OOG017	La Favorita Favorito GR II	OH 1618 L-SB	2015	Si
Coches por año: 
2022: 1 
2020: 2 2019: 1
2016: 1 
2015: 3 
2014: 5
2013: 4
2012: 11 
2011: 30
Carrocerías: 
- Metalpar: 39

- La Favorita: 11
- Ugarte: 4
- TATSA: 3
- Nuovobus: 2

Chasis:  
- OH 1718 L-SB: 30

- OH 1618 L-SB: 25
- OH 1721 L-SB: 3
- OH 1621 L-SB: 1

Flota actualizada al 25/5/2024.

## Recorrido

### Ramal A
- Vuelta

De Carlos Pellegrini y Edmundo Fernández x esta hasta Giribone, Rosetti, Avenida Hipólito Yrigoyen, Nuevo Puente Pueyrredón, Avenida Montes de Oca, Río Cuarto, Avenida Regimiento de Patricios, Av. Martín García, Avenida Paseo Colón, Avenida La Rábida, Avenida Leandro N. Alem, Avenida del Libertador, Avenida Presidente Figueroa Alcorta, Avenida Pueyrredón, Vicente López, Dr. Luis Agote, Avenida General Las Heras, Plaza Italia, Avenida Santa Fe, Carranza, Avenida Dorrego, Guzmán, Avenida Jorge Newbery, Avenida Corrientes, Olleros, Avenida Álvarez Thomas, Mariano Acha, Deheza, Avenida Doctor Ricardo Balbín, cruce Avenida General Paz, Avenida Bartolomé Mitre, José Hernández, Carlos Tejedor, Pintor Eduardo Sívori hasta General Belgrano.
- Ida

De Pintor E. Sívori y Belgrano por Pintor E. Sívori, General Belgrano, Av. C. Villate, Av. Bartolomé Mitre, cruce Av. General Paz, Av. Doctor R. Balbín, Pico, Lugones, Dr. P. I. Rivera, M. Acha, F. D. Roosevelt, Lugones, La Pampa, Donado, Av. Álvarez Thomas, Donado, Charlone, Av. Forest, Av. Federico Lacroze, Av. Corrientes Sur, Av. Corrientes, Av. Dorrego, Bonpland, Charcas ,Humboldt, Av. Santa Fe, Plaza Italia, Av. General Las Heras, Azcuénaga, J. A. Pacheco de Melo, Pres. J. E. Uriburu, Av. General Las Heras (no se detiene lado a la Av. Pueyrredón), Av. Pueyrredón, Av. del Libertador, Av. L. N. Alem, Av. La Rábida, Av. Paseo Colon, Av. Martin García, Av. Regimiento de Patricios, Iriarte, Herrera, Nuevo Puente Pueyrredón, Av. Gral. B. Mitre, Av. Hipólito Yrigoyen, Charlone, E. Fernández hasta Carlos Pellegrini.

### Ramal B
- VUELTA

De Carlos Pellegrini y E. Fernández x esta hasta Giribone; M. Rossetti, Av. H. Yrigoyen, Cruce Nuevo Puente Pueyrredón, Av. Montes de Oca, Río Cuarto, Avenida Regimiento de Patricios, Av. Martín García, Av. Paseo Colón, Av. La Rábida, Av. Leandro N. Alem, Av. del Libertador, Av. Presidente Figueroa Alcorta, Av. Pueyrredón, Vicente López, Dr. L. Agote, Av. Gral. Las Heras, Plaza Italia, Av. Santa Fe, Carranza, Av. Dorrego, Guzmán, Jorge Newbery, Av. Corrientes Norte, Olleros, Av. Álvarez Thomas, M. Acha, Deheza, Avenida Dr. R. Balbín, cruce Av. General Paz, Av. B. Mitre, Pintor E. Sívori hasta Armenia. 
- IDA

De Pintor E. Sívori y Armenia por Pintor E. Sívori, Av. Bartolomé Mitre, cruce Av. General Paz, Av. Doctor R. Balbín, Pico, Lugones, Dr. P. I. Rivera, M. Acha, F. D. Roosevelt, Lugones, La Pampa, Donado, Av. Álvarez Thomas, Donado, Charlone, Av. Forest, Av. Federico Lacroze, Av. Corrientes Sur, Av. Corrientes, Av. Dorrego, Bonpland, Charcas ,Humboldt, Av. Santa Fe, Plaza Italia, Av. General Las Heras, Azcuénaga, J. A. Pacheco de Melo, Pres. J. E. Uriburu, Av. General Las Heras (no se detiene lado a la Av. Pueyrredón), Av. Pueyrredón, Av. del Libertador, Av. L. N. Alem, Av. La Rábida, Av. Paseo Colón, Av. Martin García, Av. Regimiento de Patricios, Iriarte, Herrera, Nuevo Puente Pueyrredón, Av. B. Mitre, Av. Hipólito Yrigoyen, Charlone, E. Fernández hasta Carlos Pellegrini.